# NGC 5899
NGC 5899 est une galaxie spirale intermédiaire (barrée ?) située dans la constellation du Bouvier. Sa vitesse par rapport au fond diffus cosmologique est de 2 693 ± 8 km/s, ce qui correspond à une distance de Hubble de 39,7 ± 2,8 Mpc (∼129 millions d'al). NGC 5899 a été découverte par l'astronome germano-britannique William Herschel en 1787.
La classe de luminosité de NGC 5899 est III et elle présente une large raie HI. C'est aussi une galaxie active de type Seyfert 2.
À ce jour, 17 mesures non basées sur le décalage vers le rouge (redshift) donnent une distance de 38,559 ± 6,433 Mpc (∼126 millions d'al), ce qui est à l'intérieur des valeurs de la distance de Hubble.